# Gaâfour
Gaâfour (arabisch قعفور, DMG Qaʿfūr) ist eine tunesische Stadt im Gouvernement Siliana. Sie besitzt 9358 Einwohner (Stand 2004).
Sie liegt ungefähr 120 km südwestlich von Tunis. Die Landstraßen C 47 und C 174 treffen hier aufeinander.
Der Ort verfügt außerdem über einen Bahnhof an der SNCFT Eisenbahnstrecke Ligne du Sud-Ouest zwischen Tunis und Kasserine.

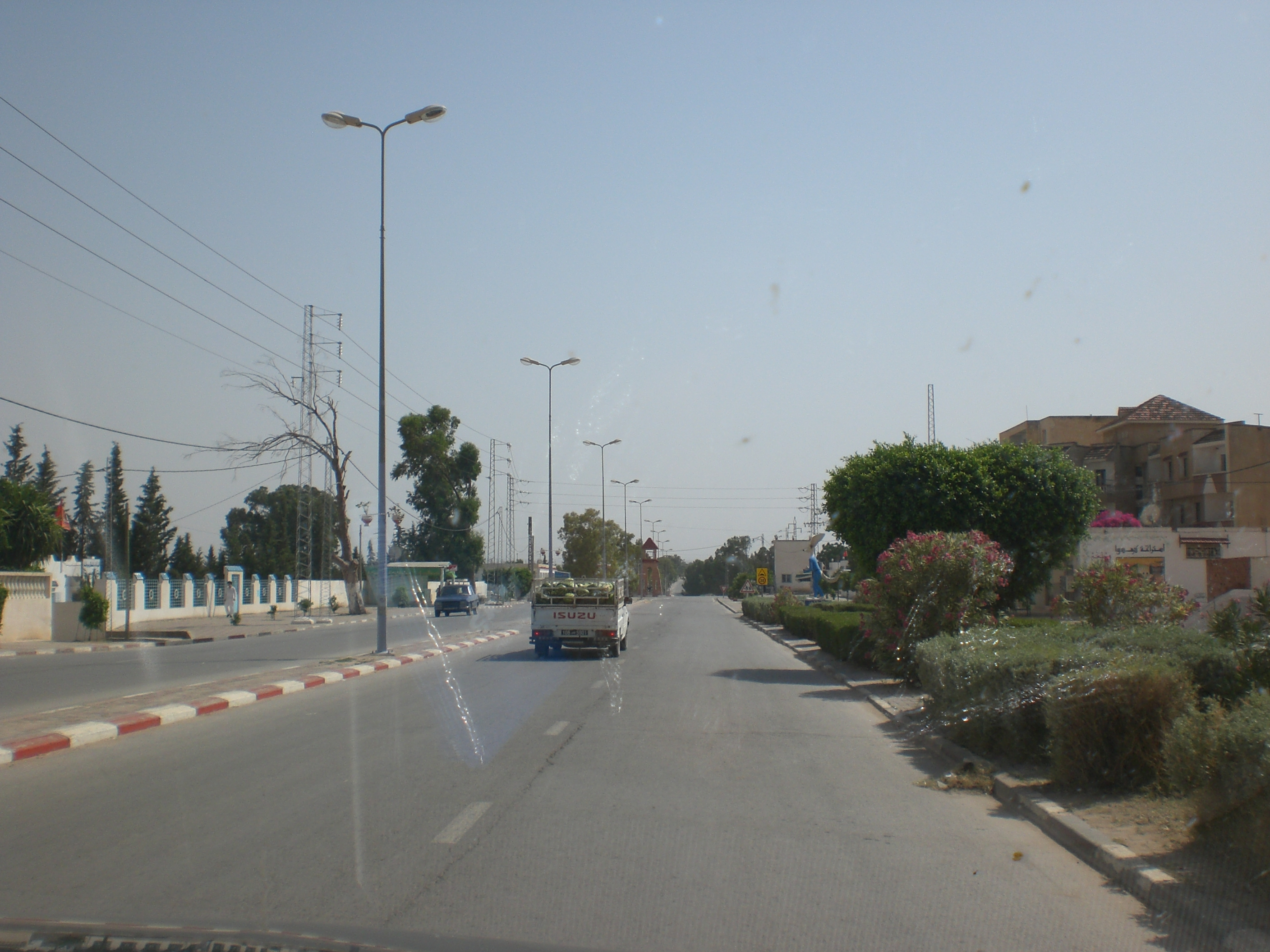
Straße von Gaâfour
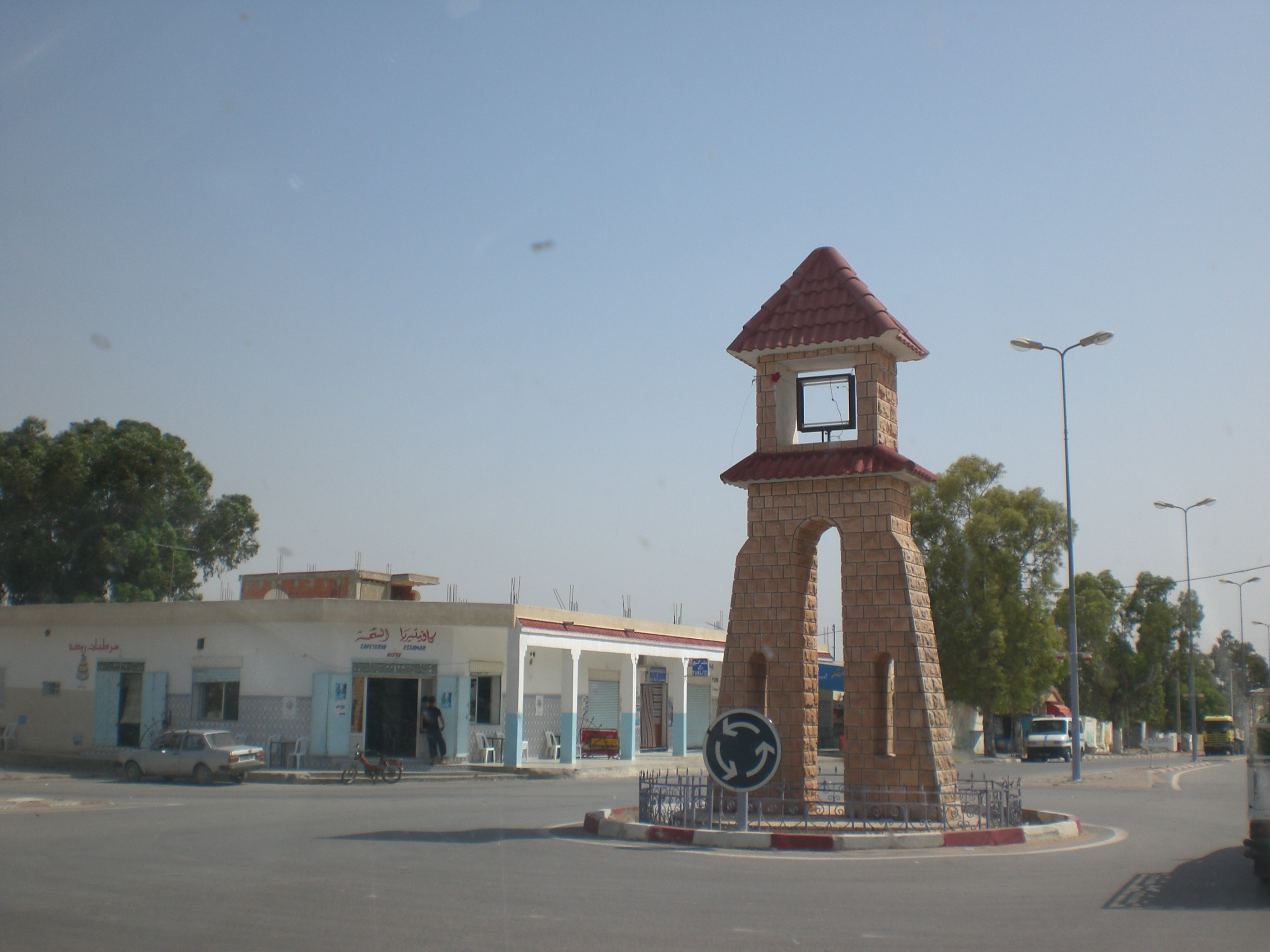
Kreisverkehr